# 莒光楼
莒光楼（きょこうろう・Juguanglou）とは、中華民国福建省金門県大金門島の金城莒光湖そばにある建築物である。

## 概要
莒光楼は、当時の金門防衛司令官が、金門砲戦における国府側将校を顕彰することを目的として1952年に建設させた中華宮殿風建造物である。建物の名となった莒光とは、蔣介石が唱えた毋忘在莒(莒(きょ)に在ることを忘るる毋(なか)れ)・光復大陸に由来し、「大陸反攻」の象徴となっていた。
そのため台湾で郵便事業を行う中華郵政はこの建物を描いた普通切手を1959年（11種）に発行し、細部を変更して1960年（14種）と1964年（14種）にも再発行したため、この建物は有名になった。
現在、民間に開放されており、1階は金門島の現状に関する展示が行われている。
莒光楼が図案の風景印もある。

## 註
1. ↑  戦国時代、斉は燕に領土の大部分を占領されたものの、僅かに残った莒県を足場に名将田単の用兵によって結果として領土を回復した故事を指している。
2. ↑  金門郵局　風景戳その風景印ページ、2018年4月24日閲覧。